# Les Planètes (chanson)
Pour les articles homonymes, voir Les Planètes et Planète (homonymie).
Singles de M. Pokora
Toi et le Soleil
(2017) Ouh na na
(2019)
Pistes de Pyramide
Pyramide
(1) Ouh na na
(3)
Les Planètes est une chanson du chanteur français M. Pokora extraite de son huitième album Pyramide. Elle est sortie le 5 mars 2019 en tant que premier single de l'album.

## Liste du titre
| 1. | Les Planètes | Yohann Malory, Tristan Salvati | 3:50 |

## Classements et certifications
| Classement (2019-20)                    | Meilleure position |
| --------------------------------------- | ------------------ |
| Belgique (Flandre Ultratip 100)         | 3                  |
| Belgique (Wallonie Ultratop 50 Singles) | 2                  |
| Belgique (Wallonie Ultratop 50 Airplay) | 2                  |
| France (SNEP)                           | 45                 |
| France (SNEP Ventes)                    | 3                  |
| France (SNEP Radio)                     | 22                 |
| France (SNEP Streaming)                 | 53                 |
| France (SNEP Téléchargements)           | 3                  |
| Suisse (Charts Romandie)                | 5                  |

| Classement (2019)            | Position |
| ---------------------------- | -------- |
| Belgique (Wallonie Ultratop) | 31       |
| France (SNEP)                | 96       |

### Certifications
| Pays                                                             | Certification | Ventes   |
| ---------------------------------------------------------------- | ------------- | -------- |
| France (SNEP)                                                    | Platine       | 200 000* |
| *Ventes selon la certification xNon précisé par la certification |               |          |

## Historique de sortie
| Pays   | Date        | Format                    | Label       |
| ------ | ----------- | ------------------------- | ----------- |
| France | 5 mars 2019 | Téléchargement, streaming | TF1 Musique |